# Irakli Gharibasjvili
Irakli Gharibasjvili (georgiska: ირაკლი ღარიბაშვილი), född 28 juni 1982 i Tbilisi, är en georgisk politiker och före detta affärsman som varit Georgiens premiärminister i två omgångar: från 20 november 2013 till 30 december 2015 och återigen från 22 februari 2021 till 29 januari 2024.
Gharibasjvili klev in på den politiska scenen tillsammans med affärsmannen Bidzina Ivanisjvili i oktober 2012. Han var Georgiens inrikesminister 2012-2013 i Regeringen Ivanisjvili. Ivanisjvili utsåg Gharibasjvili till partiledare för Georgisk Dröm – Demokratiska Georgien och därmed också till premiärminister när han avgick på egen begäran. Gharibasjvili tillträdde den 20 november 2013. Han var premiärminister till 30 december 2015. Han tillträdde som premiärminister för en andra mandatperiod 22 februari 2022 och satt till 29 januari 2024.